# Хитоми (космический телескоп)
Хитоми (яп. ひとみ, буквально — «зрачок», до запуска назывался Astro-H, а также NeXT от англ. New X-ray Telescope) — рентгеновский космический телескоп, разработанный Японским агентством аэрокосмических исследований (JAXA), шестой космический телескоп агентства, запущенный 17 февраля 2016 года на низкую орбиту 575 км. Ожидалось, что он будет запущен 12 февраля 2016 года, но дату запуска перенесли из-за неблагоприятных погодных условий на 17 февраля. Для запуска использован носитель H-IIA F30 (H-2A номер 30).

## Цель исследования
Обсерватория предназначена для расширения исследований в жёстком рентгеновском диапазоне выше 10 кэВ. Изучение вспышек сверхновых, ядер активных галактик, а также исследования пространства в окрестностях чёрных дыр и определения степени его искривления.

## Конструкция
При запланированном весе в 2,4 тонны Astro-H — самый тяжёлый из всех запущенных японских астрономических аппаратов. При развёртывании всех систем длина спутника составит 14 метров.

## Полёт
26 марта 2016 года на пресс-конференции в Японском аэрокосмическом агентстве JAXA сообщили, что внезапно была потеряна связь и управление с космической рентгеновской обсерваторией Astro-H, запущенной 17 февраля 2016 года с японского космодрома Tanegashima Space Center.
Военные отслеживающие радары Объединенного центра космических операций (JSpOC) в США зафиксировали появление 5 объектов (предположительно обломков) в области нахождения Astro-H приблизительно в то же время, когда связь с ним была потеряна, что может свидетельствовать о возможном разрушении аппарата.
В JAXA проводят собственные наблюдения с помощью телескопов Бисэйской станции космического патруля (Bisei Space Guard Center) и радарной установки в городе Камисайбара (Kamisaibara Space Guard Center). 28 марта и 29 марта 2016 года наблюдались 2 коротких эпизода приёма сигнала от аппарата, что, однако, не позволило определить его текущее состояние. Продолжались попытки восстановления связи и расследование причин её потери.
Из японского космического агентства JAXA поступила информация о наиболее вероятной причине потери рентгеновского телескопа Hitomi. По мнению специалистов, все дело в сбое системы стабилизации и ошибках в ПО. Согласно опубликованной информации, в последние мгновения перед катастрофой телескоп начал манёвр по смене положения на орбите. В этот момент система стабилизации некорректно посчитала, что телескоп начал вращаться вокруг своей оси и попыталась «исправить» ситуацию. В результате, телескоп закрутило и он вошел в безопасный режим. После этого Hitomi попытался выправить свое положение, переориентировав себя в сторону Солнца при помощи главных двигателей. Это решение стало фатальным для Hitomi. Из-за некорректного алгоритма работы двигателей телескоп не просто не скорректировал положение, а начал крутиться ещё сильнее, что привело к тому, что центробежная сила попросту оторвала все непрочные и выступающие элементы, в том числе и солнечные панели. Оставшись без них, к 28 марта Hitomi полностью разрядил свои батареи. На это указывает то, что в этот день скорость вращения телескопа перестала расти.
28 апреля JAXA официально заявило, что прекращает попытки восстановить связь со спутником.